# 会社員VX殺害事件
会社員VX殺害事件（かいしゃいんVXさつがいじけん）は、1994年12月12日に発生したオウム真理教信者による殺人事件。本事件の犠牲者は世界で初のVXによる死者とされている。

## 経緯
大阪府大阪市に住む柔道2段の資格を持つ当時28歳の会社員（本事件の被害者、以下H）はオカルト雑誌で知った女性（実はオウム真理教の信者）と文通をしていたが、対面したときにオウム真理教の偽装勧誘であると察知し関係を断っていた。だがその後もオウム真理教は、Hをダミーイベント「ヴァジラクマーラの会」に招待するなど勧誘を続けていた。
ちょうどこの頃、教団の大阪支部、名古屋支部を中心とした「ヴァジラの戦士」一派による分派騒ぎがあり、Hの勧誘担当者の中にヴァジラの戦士一派のメンバーがいたことや、柔道クラブ関係で警察署の道場に通っていたこともあって、Hは「分裂を煽った公安警察のスパイ」と勝手に決め付けられた。なお、Hに警察関係者との親しい交友は無かった。
法皇官房から分派騒動とHスパイ説の報告を受けた麻原彰晃は、Hに「ホッホ　ヒュッ　ホッホ」のリズムでVXをひっかけてポア（殺害）するよう指示した。

## 実行
1994年12月12日午前5時頃、実行犯グループの井上嘉浩、新実智光、中川智正、山形明、平田悟、高橋克也は大阪市内のホテルに集結。
午前6時頃にH宅付近に到着、井上と平田が近くの建物の屋上に上がり監視しHの姿を確認、さらに自宅から出てきたため、高橋の運転する車に隠れている新実と山形に無線連絡した。無線のやり取りでは、Hを指す言葉を「長浜ラーメン」、実行の合言葉を「黒帯」と決めていたが、井上が「黒ベルト」と誤って連絡したため、新実が警察が来たのかと勘違いし一時混乱したものの、同日午前7時頃に襲撃を決行。襲撃用の注射器は2本用意され、それぞれ1ないし1.5ミリリットルのVXが注入されていた。
Hが自宅から出てきた後を山形と新実がジョギングを装って追い、淀川区の路上で山形がVXを注射器で噴射しようとしたところ、針を付けたままであったため接触してしまう。Hは「痛い」と声を出し、山形らを追いかけるも、うめき声をあげて痙攣（）を起こし路上に倒れ、通行人が110番通報。ただちに大阪大学医学部附属病院に搬送されたが、脳死状態となり、12月22日午後1時56分に死亡した。
翌1995年のオウム真理教の強制捜査後、この事件を含む一連のVXによる襲撃事件が明るみに出て、保存されていたHの血液を分析したところVXの分解物が検出されたことから暗殺が実証された。

## その他
VXは土谷正実が生成したとされるが、この点について土谷は、VXが黄褐色だったとの証言があるので、自分では無く遠藤誠一が分量を間違えてつくったものの可能性が高いと主張していた。
一連のオウム真理教事件での捜査において、教団幹部や信者が立件された。オウム真理教関係で逃亡犯最後の1人の高橋克也が起訴された際には、他4事件と共に起訴されて裁判員裁判となったが、本事件は日本国内で発生した事件の裁判員裁判としては最も発生時期が古い事件である。